# 4360 Xuyi
4360 Xuyi eller 1964 TG2 är en asteroid i huvudbältet som upptäcktes den 9 oktober 1964 av Purple Mountain-observatoriet i Nanjing, Kina. Den är uppkallad efter Xuyi, ett härad i Jiangsu-provinsen i östra Kina.
Asteroiden har en diameter på ungefär 12 kilometer.